# إنفانتي إنريكي من قشتالة
إنفانتي إنريكي من قشتالة (بالإسبانية: Enrique de Castilla) (1230 - 8 أغسطس 1303) هو إنفانتي مملكة قشتالة بحيث أنه الابن الرابع لـ فرناندو الثالث وزوجته الأولى إليزابيث من سوابيا.

## حياته
قضى إنريكي معظم طفولته في برغش بحيث تلقى هناك تعليم جيد، وفي عام 1246 رافق والده في حصار جيان، بحيث منحه والده هناك أول أراضيه، وبعد سقوط إشبيلية في 1248 منحه والده المزيد من الأراضي، وأمضى سنواته القادمة في إشبيلية وأيضا أمضى فترة في بلاط زوجة والده جوان دي بونثيو.
بعد وفاة والده في 1252 كان هو وشقيقه الأكبر فارديكي غير راضون على حكم شقيقهما ألفونسو العاشر، ألفونسو في العام التالي سحب أراضي الجنوبية من امتيازات إنريكي، وأيضا تتدخل لمنعه من الزواج مفيد.
وبسبب هذه المشاكل، كون إنريكي مؤامرة ضد ألفونسو، وفي اجتماع مالويندا في 1255، وقف إلى جانبه خايمي الأول ملك أراغون ولو مؤقتاً وأخيراً في أكتوبر مع دييغو لوبيز الرابع دي هارو، لورد بيسكاي حيث دخلوا في تمرد مفتوح على الرغم من الانتصارات الأولية على الملكيين إلا أنه انهزم وأجبر على الفرار من البلاد بحيث استقل سفينة من قادس وابحرت به عبر البحر المتوسط ووقفت في فالنسيا ثم مرت عبر فرنسا بحيث بحث عن ملجأ في البداية عند زوجة أبيه في بونثيو وقد تكون قد اقترحت له زيارة أخته غير شقيقة ليونور التي كانت متزوجة من إدوارد وريث الملك هنري الثالث ملك إنجلترا، واستطاع الوصول إلى البلاط الإنجليزي في منتصف 1256 وعاش هناك بشكل مريح منذ ثلاثة سنوات، ومع ذلك إنجليز لم يمنحه آية دعم سياسي، وفي 1257 وصل جيوفاني كولونا، رئيس أساقفة ميسينا وسفير البابا ألكسندر الرابع إلى إنجلترا للتفاوض مع الملك على تنصيب ابنه الثاني إدموند ملكاً على صقلية، إنريكي عرض نفسه لقيادة الجيش للاستيلاء على المملكة لإدموند، ولكن مع التمرد في ويلز حولت الانتباه عن مثل هذه المشاريع، وبعد عدة توقفات في فرنسا الغير مجدية، قرر الرحيل إلى أفريقيا حيث دخل في خدمة أمير الحفصي بـ تونس أبو عبد الله محمد المستنصر التي وصل إليها في 1260 وسرعان ما ألحق به شقيقه فارديكي وأصبح قائد فرقة الفرسان الإسبان التي كانت في خدمة المستنصر، وفي 1261 قاد شقيق الأمير أبو الحفص هجوماً على مدينة الصحراوية مليانة ومع هذه الحملات أدت إلى استقلال الحفصيون عن الموحدون، السلالة المغربية التي حكمت أجزاء كبيرة في إسبانيا في السابق.
في تونس اعتمد إنريكي على العرف اللباس في بلاط الحفصيين، مما أدى إلى صدمة في أوساط المجتمع المسيحي المحلي، وأيضا استخدام الأموال التي حصل عليها في مشاريع تجارية.
انضم لاحقاً إلى كارلو دي أنجو في حملته في 1266 ليصبح ملك صقلية (معركة بينيفنتو) بحيث أقرضه مبالغ كبيرة، كان إنريكي قد حصل لقب السنادور عندما جعله كارلو سيناتور روما (في ذلك الوقت تطور مجلس الشيوخ القديم في روما إلى مؤسسة حيث تعهد إلى «عضو مجلس الشيوخ واحد» له سلطة مدنية) ومع ذلك مازال كارلو يسدد المبلغ، كان إنريكي يطمح إلى لقب ملك سردينيا أو لقب آخر عالي.
فعندما غزا كونرادين إيطاليا في 1268 انحاز إنريكي إليه وكان واحد من جنرالاته في معركة تاجلياكوزو وبعد الهزيمة المفاجئة في المعركة، فر إنريكي نحو إحدى الأديرة في مونتي كاسينو حيث قبض عليه من قبل الأنجوين هناك، وبقى في الأسر عندهم لـ حوالى ثلاثة عشرين عاماً، في 1272 حاولت أخته ليونور إطلاق سراحه عند قدومها إلى صقلية ولكن دون جدوى، ومع ذلك بقيت على توصل معه حتى وفاتها، وفي نهاية تم إطلاق سراحه في 1291، وعاد إلى قشتالة في 1289 وعين واحد من أوصياء على حفيد شقيقه فرناندو الرابع، وتزوج من خوانا نونيز دي لارا ابنة خوان نونيز دي هارو البدين ومع ذلك لم يكن له أطفال منها، وتوفي في 1304.